# داده‌های هیپنوتیک
«داده‌های هیپنوتیک» (به انگلیسی: HYPNOTIC DATA) ترانه‌ای سروده، تهیه‌شده و با صدای خوانندهٔ آمریکایی اودتاری می‌باشد که در ۱۳ سپتامبر سال ۲۰۲۳ با سیزده غم منتشر گردید. 